# 田南镇
田南镇，是中华人民共和国江西省宜春市高安市下辖的一个乡镇级行政单位。

## 行政区划
田南镇下辖以下地区：
田南街社区、陈村、付圩村、张家村、罗家村、田南村、新屋村、广城村、上历村和桥头村。